# Даг Дьюсі
Даг Дьюу́сі (англ. Doug Ducey; нар. 9 квітня 1964, Толідо, Огайо) — американський політик-республіканець, губернатор Аризони з січня 2015 до січня 2023 року.

## Життєпис
Переїхав до Аризони 1982 року для навчання в Університеті штату, де здобув ступінь бакалавра з фінансів 1986 року. Працював у компанії Procter & Gamble, пізніше він став партнером у компанії Cold Stone Creamery, яку продав 2007 року зі своїми діловими партнерами. На час продажу компанія Cold Stone мала понад 1400 працівників у США та десяти інших країнах.
З 2008 до 2012 Дьюсі працював у компанії iMemories. З січня 2011 — скарбник штату Аризона.

### Скарбник штату Аризона (2011—2015)
2010 року Дьюсібуло обрано скарбником штату Аризона, де він замінив Діна Мартіна. Бувши головним банкіром та інвестиційним директором Аризони, Дьюсі керував державними активами на суму понад 12 млрд $, виконуючи функції інвестиційного менеджера в органах місцевого самоврядування. Скарбник виконує обов'язки голови Державної комісії з питань інвестицій та позик штату Аризона, а також генеральним інспектором штату та членом Державної комісії з відбору земель. Дьюсі також виконував обов'язки віцепрезидента Західного регіону Національної асоціації скарбників штатів і був президентом Асоціації скарбників західних штатів.

## Губернатор Аризони (2015—2023)

### 2014—2017
У липні 2013 року Дьюсі подав документи, щоб балотуватися в губернатори. 19 лютого 2014 року він офіційно оголосив про свій намір балотуватися.
Він отримав підтримку численних консервативних лідерів, включаючи сенаторів Теда Круза та Майка Лі, а також губернатора Скотта Вокера та колишнього сенатора Джона Кіла. На виборах 4 листопада Дьюсі переміг кандидата-демократа Фреда Дювала та лібертаріанця Барі Гесса.
Під час кампанії Дюсі в пресі з'ясувалося, що деякі його родичі з міста Толедо були причетні до організованої злочинності в Огайо. Слідство не виявило доказів того, що Дьюсі також був причетним до злочинної діяльності або займався нею. Він відмовився коментувати ситуацію.

### 2018
2018 року Дьюсі оголосив про намір балотуватися на другий термін. На виборах у республіканських партіях він з великим відривом переміг супротивника, колишнього державного секретаря штату Аризона Кена Беннета. Дьюсі було переобрано, він переміг кандидата від демократів Девіда Гарсію.
Як Губернатор штату, Даг Дьюсі був прихильником легалізації в штаті спортивних ставок, пояснюючи це великим потенціалом даної сфери. В штаті можуть діяти лише племінні казино, що належать корінним американцям, натомість Дьюсі наполягає на легалізації казино для інших організаторів. Також він вважає за потрібне запровадити ставки на фентезі-спорт і кено, які повинні підсилити гральний сектор штату.

## Сім'я
Одружений, має трьох дітей.